# Floyd Ayité
Floyd Ayité (* 15. Dezember 1988 in Bordeaux) ist ein französisch-togoischer ehemaliger Fußballspieler. Der Mittelfeldspieler konnte auch im Sturm eingesetzt werden.

## Karriere

### Verein
Floyd Ayité spielte seit 2006 in der zweiten Mannschaft von Girondins Bordeaux in der vierten französischen Liga. Im Mai 2008 unterschrieb er seinen ersten Profivertrag bei der ersten Mannschaft. Im Juni 2008 wurde er für ein Jahr an den Zweitligisten SCO Angers ausgeliehen. In der folgenden Saison erzielte er für den Verein in 33 Ligaspielen drei Tore. Nach Ablauf der Leihfrist wurde er von Girondins Bordeaux im Juni 2009 erneut ausgeliehen; diesmal an den Ligakonkurrenten AS Nancy in der Ligue 1. Nachdem 2011 eine erneute Ausleihung an den SCO Angers aus vertragsrechtlichen Gründen annulliert wurde, verpflichtete er sich im November desselben Jahres für zweieinhalb Jahre bei Stade Reims.
Zur Saison 2014/15 wechselte Bourillon innerhalb der Liga zum SC Bastia. In der Saison 2014/15 bestritt er 30 von 38 möglichen Ligaspiele für Bastia, in denen er sechs Tore schoss, sowie ein Pokalspiel mit zwei Toren und zwei Spiele im Ligapokal mit einem Tor. In der nächsten Saison waren es 32 von 39 möglichen Ligaspielen mit sieben geschossenen Toren und je Spiel im Pokal und Ligapokal.
Anfang Juli 2016 wechselte er zum englischen Zweitligisten FC Fulham, bei dem er einen Vertrag mit dreijähriger Laufzeit unterschrieb, mit der Option der Verlängerung um ein weiteres Jahr. In der Saison 2016/17 wurde er dort bei 33 von 48 möglichen Ligaspielen eingesetzt, in denen er neun Tore schoss, sowie bei zwei Pokalspielen. In der nächsten Saison waren es 29 von 49 möglichen Ligaspielen mit vier Toren. Die Saison endete mit dem Aufstieg von Fulham in die Premier League über die Play-off-Spiele.
Dort kam er nur auf 16 von 38 möglichen Ligaspielen mit einem geschossenen Tor sowie einem Spiel im Ligapokal und zwei Pokalspielen. Als Vorletzter stieg der Verein wieder in die zweite Liga ab. Dort bestritt Ayité das erste Ligaspiel der neuen Saison, wurde dann aber in den nächsten fünf Spielen nicht mehr eingesetzt. Anfang September 2019 wechselte er zum türkischen Erstligisten Gençlerbirliği Ankara, wo er einen Vertrag mit zweijähriger Laufzeit unterschrieb. Dort bestritt er in seiner ersten Saison 19 von 31 Ligaspielen, in denen er drei Tore schoss, sowie ein Pokalspiel. In der Folgesaison stand er bei 30 von 40 möglichen Ligaspielen auf dem Platz, in denen er wieder drei Tore schoss. Gençlerbirliği stieg zum Saisonende in die TFF 1. Lig ab.
Anfang August 2021 unterschrieb er einen Vertrag mit zweijähriger Laufzeit beim französischen Zweitligisten FC Valenciennes. Dort kam er in der ersten Saison bei 27 von 36 möglichen Ligaspielen, in denen er zwei Tore schoss, und zwei Pokalspielen zum Einsatz. In der nächsten Saison waren es noch 15 von 38 möglichen Ligaspielen mit einem Tor. Dazu kam ein Spiel mit der zweiten Mannschaft.
Im Sommer 2023 fand Ayité keinen Verein mehr.

### Nationalmannschaft
Seit 2008 spielte Ayité für die togoische Nationalmannschaft.
Am 8. Januar 2010 gehörte er dem Kader an, der während der Anreise zum Afrika-Cup 2010 in Angola in einen Hinterhalt der FLEC geriet, deren Kämpfer den togoischen Mannschaftsbus beschossen. Bei dem Angriff wurden drei Personen getötet. Die Mannschaft wollte zwar zur Ehre der Getöteten dennoch an der Meisterschaft teilnehmen, was aber von der togoischen Regierung untersagt wurde.
Beim Afrika-Cup 2013 und 2017 gehörte er jeweils zum Kader. 2013 schied Togo im Viertelfinale aus. 2017 endete das Turnier für die Nationalmannschaft nach der Gruppenphase. Ayité wurde jeweils in drei Spielen eingesetzt.